# Плоский рух
Плоский рух — рух матеріальної точки в межах двовимірної площини. Загалом такий рух можна звести до суперпозиції поступального руху та обертання. Прикладом плоского руху може бути обертання планет навколо Сонця в площині екліптики.
В декартовій системі координат плоский рух описується залежністю від часу двох змінних
{\displaystyle x(t)\,} та {\displaystyle y(t)\,}. Ці дві залежності задають у параметричній формі траєкторію матеріальної точки.

## Полярна система координат
Плоский рух можна розглядати в полярній системі координат.
Нехай {\displaystyle \mathbf {r} } — це радіус-вектор з координатами {\displaystyle (r\cos(\theta ),r\sin(\theta ))\,}, де r і {\displaystyle \theta } залежать від часу.
Використовуючи одиничні вектори
{\displaystyle {\bar {e}}_{r}=(\cos(\theta ),\sin(\theta ))\,}
у напрямку {\displaystyle \mathbf {r} }, і
{\displaystyle {\bar {e}}_{\theta }=(-\sin(\theta ),\cos(\theta ))\,}
під прямим кутом до {\displaystyle \mathbf {r} }, то перша і друга похідні положення будуть:
{\displaystyle {\frac {d\mathbf {r} }{dt}}={\dot {r}}{\bar {e}}_{r}+r{\dot {\theta }}{\bar {e}}_{\theta },}
{\displaystyle {\frac {d^{2}\mathbf {r} }{dt^{2}}}=({\ddot {r}}-r{\dot {\theta }}^{2}){\bar {e}}_{r}+(r{\ddot {\theta }}+2{\dot {r}}{\dot {\theta }}){\bar {e}}_{\theta }=({\ddot {r}}-r{\dot {\theta }}^{2}){\bar {e}}_{r}+{\frac {1}{r}}\quad {\dot {\overbrace {r^{2}{\dot {\theta }}} }}\quad {\bar {e}}_{\theta }}
Похідна {\displaystyle {\dot {r}}\,} задає швидкість віддалення матеріальної точки від початку координат, а похідна {\displaystyle {\dot {\theta }}\,} визначає кутову швидкість.

## Відцентрова та коріолісова складові
Складова другої похідної {\displaystyle r{\dot {\theta }}^{2}} називається відцентровою, а {\displaystyle 2{\dot {r}}{\dot {\theta }}} — коріолісовою. Вираз для другої похідної радіус-вектора, який містить ці члени, схожий на вирази для відцентрової та коріолісової сили, що діють у системах відліку, які обретаються. Слід зауважити, що математичному виразі немає жодного фізичного змісту. Фізика відцентрової та коріолісової сил проявляються у неінерційних системах відліку. Ці складові, які з'являються, коли прискорення виражається у полярних координатах, є математичним наслідком диференцюювання, тобто вони виникають у будь-якому випадку, якщо використовувати полярні координати. Так, ці складові виникають навіть якщо використовувати полярні координати в інерційних системах відліку, де ефект дії коріолісової сили ніколи не проявляється.

### Коротаційна система відліку

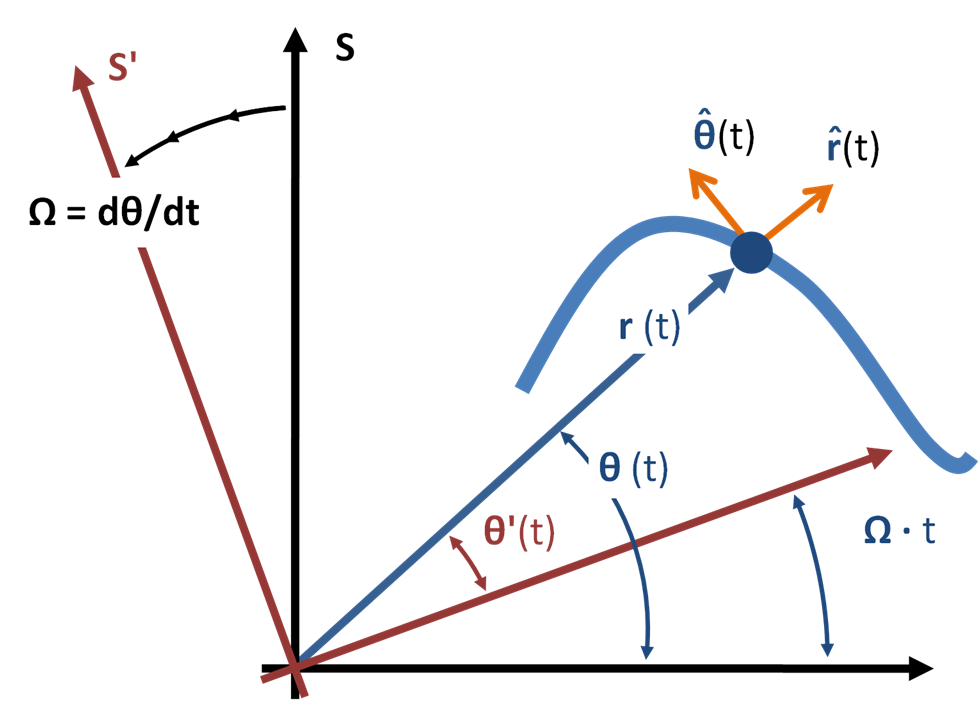
Інерційна система відліку S та миттєва неінерційна коротаційна система відліку S'. Коротаційна система обертається з кутовою швидкістю Ω, яка дорівнює швидкості обертання частинки навколо початкового положення S' у момент часу t. Положення частинки визначаєть радіус-вектором r(t) та одиничними векторами, які зображені у радіальному напрямку до частинки відносно початкового положення та збільшення кута θ перпендикулярні до радіального напрямку. Ці одиничні вектори необов'язково повинні бути дотичними або перпендикулярними до траєкторії. Також відстань по радіусу r необов'язково пов'язана з радіусом кривизни траєкторії.

Для частинки, яка здійснює плоский рух, існує один підхід, який дає фізичне трактування відцентровій та коріолісовій складовій — це поняття коротаційної системи відліку. Щоб визначити таку систему, необхідно обрати систему, у якій визначена відстань r(t) до точки. Осі обертання обираються так, щоб вони були перпендикулярними до площини руху частинки і проходили через її початок. Тоді, у деякий момент часу t швидкість обертання коротаційної системи Ω обирається такою, щоб вона збігалася зі швидкістю обертання частинки dθ/dt навколо цієї осі. Далі, члени у прискоренні в інерційній системі відліку пов'язуються з тими, що у кортаційній системі. Нехай положення частинки в інерційний системі відліку визначається координатами (r(t), θ(t)), і у коротаційній (r(t), θ'(t)). Оскільки коротаційна система обертається з такою самою швидкістю, як і частинка, то dθ'/dt = 0. Уявна відцентрова сила у коротаційній системі mrΩ2 радіально спрямована назовні. Швидкість частинки у коротаційній системі також радіально спрямована назовні, оскільки dθ'/dt = 0, і має величину −2m(dr/dt)Ω, спрямована у напрямку θ. Таким чином, підставивши ці сили до запису другого закону Ньютона, отримаємо:
{\displaystyle {\boldsymbol {F}}+{\boldsymbol {F_{cf}}}+{\boldsymbol {F_{Cor}}}=m{\ddot {\boldsymbol {r}}}\ ,}
Крапочки над символом позначають диференціювання по часу. F — це сила, яка протидіє уявним силі Коріоліса та відцентровій силі. Розклавші ці рівняння на складові отримаємо:
{\displaystyle F_{r}+mr\Omega ^{2}=m{\ddot {r}}}
{\displaystyle F_{\theta }-2m{\dot {r}}\Omega =mr{\ddot {\theta }}\ ,}
які можна порівняти з рівняннями в інерційній системі відліку:
{\displaystyle F_{r}=m{\ddot {r}}-mr{\dot {\theta }}^{2}\ }
{\displaystyle F_{\theta }=mr{\ddot {\theta }}+2m{\dot {r}}{\dot {\theta }}\ .}
Оскільки коротаційна система у момент часу t обертається зі швидкістю Ω = dθ/dt, то у поєднанні з цим порівнянням ми можемо пояснити члени у прискоренні (помножені на масу частинки), які знайдені в інерційній системі відліку, як від'ємні відцентрова та коріолісова сили. Їх можна розпізнати у миттєвій неінерційній коротаційній системі.
В загальному випадку криволінійного руху частинки (на противагу простому випадку руху по колу) відцентрова та коріолісова сили у пов'язаній з частинкою системі відліку відносяться до уявного кола, до якого дотична швидкість частинки в певний момент часу. Центр цього кола не обов'язково збігається з початком координат.